# Batalha de Nauloco

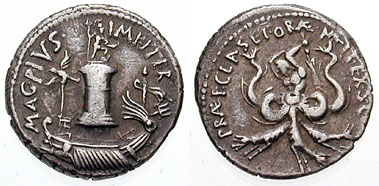
Denário de Sexto Pompeu cunhado por sua vitória contra a frota de Otaviano. No anverso, o Farol de Messina que derrotou Otaviano, no reverso, o mostra Cila

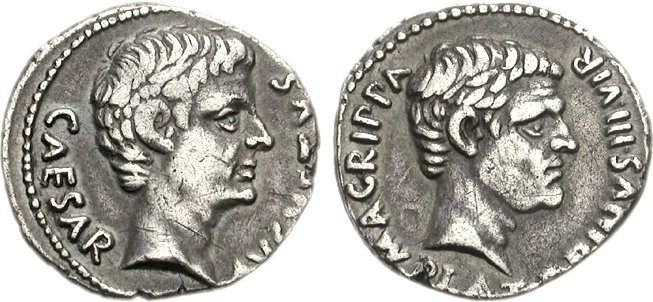
Denário com efígie de Otaviano e Marco Vipsânio Agripa

A batalha naval de Nauloco foi travada em 3 de setembro de 36 a.C. entre as frotas de Sexto Pompeu e Marco Vipsânio Agripa, fora da cidade de Nauloco, na Sicília. A vitória das forças de Agripa, o almirante do triúnviro Otaviano, marcou o fim da resistência pompeana ao Segundo Triunvirato.

## Antecedentes
Após o fortalecimento do vínculo entre Otaviano e Marco Antônio com o Pacto de Brundísio de 40 a.C., os triúnviros tiveram que lidar com Sexto Pompeu, filho de Pompeu Magno. Sexto havia ocupado a província da Sicília, que fornecia muito do suprimentos de grãos de Roma. Quando Sexto conseguiu provocar a fome na capital, em 39 a.C., Otaviano e Antônio buscaram aliança-se com ele, nomeando-o governo da Sicília, Sardenha e Peloponeso por cinco anos (Tratado de Miseno). A aliança foi de curta duração, e Sexto novamente cortou o suprimento de grãos de Roma. Otaviano tentou invadir a Sicília em 38 a.C., mas seus navios foram forçados a voltar devido ao mau tempo.
Agripa cortou um canal que ligou os lagos Averno e Lucrino ao mar para transformá-lo num porto, que chamou-se Porto Júlio. O novo porto foi usado para treinar navios para batalhas navais. Uma nova frota foi construída, com 20 000 remadores recolhidos de escravos libertos. Além disso, Antônio enviou para Otaviano 120 navios sob o comando de Tito Estacílio Tauro.
Em julho de 36 a.C., as duas frotas partiram da Itália, e outra frota, fornecida pelo triúnviro Lépido, partiu da África Proconsular, para atacar a Sicília. Em 13 de agosto, Agripa travou uma batalha naval próximo de Milas (moderna Milazzo) contra Sexto, com resultado inconclusivo. Dois dias depois, Otaviano foi pesadamente derrotado em uma batalha próxima de Tauromênio (atual Taormina).

## Batalha e rescaldo
Em frente ao promontório de Nauloco, Agripa encontrou a frota inimiga. As frotas eram alegadamente compostas de 300 navios, embora é provável que Sexto tivesse contingente menor devido a combates anteriores. Todos os navios possuíam artilharia, mas Agripa comandou unidades mais pesadas, armadas com o harpax, uma versão mais nova do corvo. Em posse de sua invenção, Agripa conseguiu bloquear os navios mais vulneráveis de Sexto, conseguindo, após uma longa e sangrenta batalha, derrotá-lo. Sexto perdeu 28 navios, 17 foram escaparam e os demais capturados ou queimados. Suas legiões, que aguardavam o resultado na costa próxima, desmoralizaram e foram cortadas em pedaços pelas tropas de Otaviano.
Após sete anos, a Sicília finalmente voltou ao controle da República Romana. Com essa derrota, Sexto partiu para Messina donde fugiu para o Oriente. Lá, após alguns sucessos militares iniciais, acabou capturado pelos generais de Marco Antônio e foi executado, sob ordens do último em Mileto, em 35 a.C..